# Peter Deutsch (regista)
Peter Deutsch (Praga, 1939) è un regista e sceneggiatore tedesco.

## Biografia
Peter Deutsch è nato dall'attrice Berti Deutsch e dall'attore regista Walter Deutsch. Studia alla Humboldt-Universität zu Berlin Scienze teatrali e drammaturgia. Dal 1970 lavora come regista alla Deutscher Fernsehfunk. Nel 1982 si sposta alla BRD e lavora per la Öffentlich-rechtliches Fernsehen. Lavora anche come regista teatrale.
È legato dal 1994 all'attrice Gaby Dohm.

## Filmografia (parziale)
- 1969: Iphigenie auf Tauris
- 1970: Denn ich sah eine neue Erde
- 1971: Das grüne Ungeheuer
- 1972: Der Adjutant
- 1974: Geheimprozess Grusisnius und andere
- 1976: Was kostet Martin die Welt
- 1976: Polizeiruf 110: Bitte zahlen
- 1977: Auftrag für M&S
- 1978: Das Gemeinschaftszimmer
- 1978: Auf Station 23
- 1980: Chirurgus Johann Paul Schroth
- 1980–1982: Der Staatsanwalt hat das Wort
- 1982: Zahl bar, wenn du kannst
- 1984: Turf
- 1984: Rummelplatzgeschichten
- 1985: Levin und Gutman
- 1987: Chistian Rother – Bankier für Preussen
- 1988: Der schwarze Obelisk
- 1989: Der Weg nach Lourdes
- 1991: Zwei Münchner in Hamburg
- 1992–1993: Mit Leib und Seele
- 1994: Ihre Exzellenz, die Botschafterin
- 1995: Der Alte
- 1996: L'ispettore Derrick
- 1996: Rosamunde Pilcher: Eine besondere Liebe
- 1995: Tödliche Wahl
- 2000: Der arabische Prinz
- 2000: Der Paradiesvogel
- 2000: 1000 Meilen für die Liebe
- 2001: Der Held an meiner Seite